# Тадахико Уеда
Тадахико Уеда (на японски: 上田 忠彦) е японски футболист.

## Национален отбор
Записал е и 13 мача за националния отбор на Япония.
| Япония | Япония | Япония |
| Година | Мачове | Голове |
| ------ | ------ | ------ |
| 1970   | 10     | 7      |
| 1971   | 3      | 0      |
| Общо   | 13     | 7      |